# Christian August Lindner
Christian August Lindner (* 1772 in Meißen; † 15. Januar 1832 in Dresden) war ein deutscher Maler und Zeichner.

## Leben
Lindner war Sohn von Christian Lindner (1728–1806) aus Mehltheuer, der Zeichenmeister an der Meißner Porzellanmanufaktur war. Bei ihm erhielt er seine künstlerische Grundbildung.
Lindner studierte bei Johann Eleazar Zeissig, genannt Schenau an der Kunstakademie Dresden, bei dem er sich zum Porträt- und Historienmaler ausbildete. Später sollte er dort auch lehren, auch als Zeichenmeister. Das war spätestens seit 1799 der Fall, da er als Unterlehrer bei der Academie bezeichnet wurde. Er war wohl bis 1828 in Dresden tätig. Sein bekanntestes Werk ist die Heilige Familie nach Francesco Trevisani und allegorische Darstellungen nach Schenau u. a. 
Zu seinen Schülern an der Kunstakademie Dresden wiederum. zählten u. a. der Nazarener Carl Gottlieb Peschel, der Porträtmaler Friedrich Christian Krieger und Gottlob Samuel Mohn, der sich als Glasmaler und Emailleur bekannt machte, aber auch der Landschaftsmaler Johann August Heinrich.